# Barthélemy Profit
Barthélemy Profit, né le 11 février 1867 au Lonzac (Corrèze) et mort le 30 octobre 1946 à La Rochelle, est un pédagogue français, artisan de la « mutualité scolaire ».

## Biographie
Né de parents cultivateurs, il se montre un excellent élève. « De telles dispositions et de tels résultats inclinèrent ses parents à n’épargner aucun sacrifice pour qu’il pût faire son chemin ». Il effectue ses études secondaires au collège de Treignac puis entre à l'École normale d’instituteurs de Tulle.
Il devient instituteur, puis professeur en Écoles normales en Bretagne avant de débuter une carrière d'inspecteur d'enseignement primaire dans l'Isère (1904) puis à Riom (1906).
Il milite pour le développement de la « mutualité scolaire », moyen de prolonger l'école par une action sociale. Il adhère au mouvement de l'Éducation nouvelle, créé après la Première Guerre mondiale, où il présente son projet de coopérative scolaire à l'assemblée de Dijon en 1922. En 1925, sa participation à l'AG est soulignée comme suit : « L’exposition comprenait, comme d’habitude, des documents relatifs aux coopératives scolaires (statuts, cahiers de comptes, photographies de classes ornées ou de fêtes organisées par les coopératives) envoyés par nos actifs sociétaires MM. Profit et Cattier. »
Il s'attache au développement de coopératives scolaires dans sa circonscription de Saint-Jean-d'Angély (où il restera de 1909 jusqu'à sa retraite en 1929).
Célestin Freinet lui emprunte l’idée de coopération. Malgré des divergences entre eux, quant à la portée à donner aux coopératives scolaires, l'amitié entre Freinet et lui, amorcée vers 1925, durera toute leur vie.

## Son concept de coopérative scolaire
Selon Paul Lapie, directeur de l’enseignement primaire qui soutient le projet, l'objectif de la coopérative scolaire est « de doter l’école d’un matériel adapté aux nouvelles méthodes pédagogiques, en un mot pour la faire vivre et progresser ».
La conception de Barthélemy Profit va au-delà, car pour lui, son but est d'améliorer la vie des écoliers, mais aussi de créer un instrument éducatif permettant de former les élèves à la vie associative et à la gestion du « bien commun ».
Ainsi écrit-il : « L’essentiel est de traiter les enfants avec le plus grand respect et comme s’ils étaient déjà de grandes personnes, de leur faire confiance et de les aimer, de leur faire goûter les joies de l’initiative et de la liberté. ».
La coopérative scolaire constitue en définitive un moyen d’éducation morale, sociale et civique.

Ses idées sont reprises dans les Instructions officielles de 1923 qui recommandent aux maîtres du cours moyen de « laisser une place au self government » et ajoutent : « Sous réserve de l’approbation du maître, les écoliers seront appelés à régler eux-mêmes, par une entente concertée, certains détails de leur vie commune ». Elles figurent à nouveau dans la circulaire du 23 juillet 2008 qui indique que la coopérative scolaire est « un instrument d’éducation à la citoyenneté »: 

« les projets développés au sein des coopératives scolaires, de classe, d’école ou d’établissement, visent à renforcer l’esprit d’initiative, de coopération et d’entraide. Ils sont un des supports pédagogiques les mieux adaptés à la poursuite des objectifs du socle commun des connaissances et compétences principalement dans le domaine des compétences sociales et civiques ainsi que dans celui de l’autonomie et de l’initiative. Ces projets coopératifs doivent permettre la participation effective de tous les élèves à chaque étape de leur réalisation. »

À la fin de sa vie, il parle des coopératives comme de « l'expression la plus avancée du projet de la République ».

## Publications
En 1911, il écrit La Mutualité nouvelle qui est couronné par le prix Fabien 1912 de l'Académie française et par l'Académie des Sciences Morales et Politiques.
En 1925, il fonde la revue L'école coopérative.
Il est l'auteur de La Coopération à l'école primaire(Prix Fabien 1923), La Coopération scolaire française et de L'éducation mutuelle à l'école(Prix Montyon 1936 de l'Académie française).

## Distinctions
- 1923, Chevalier de la Légion d'honneur.